# جامعة مدينة هونغ كونغ
جامعة مدينة هونغ كونغ (CityU) هي جامعة بحثية حكومية تقع في كولون تونغ، هونغ كونغ. تأسست في 1984 باسم City Polytechnic of Hong Kong وأصبحت جامعة معتمدة بالكامل في 1994. حاليًا، جامعة مدينة هونغ كونغ هي واحدة من أفضل 100 جامعة في العالم.
يوجد بالجامعة حاليًا تسع مدارس رئيسية تقدم دورات في الأعمال والعلوم والهندسة والفنون الليبرالية والعلوم الاجتماعية والقانون والطب البيطري، جنبًا إلى جنب مع مدرسة Chow Yei Ching للدراسات العليا ومعهد CityU Shenzhen Research ومعهد هونغ كونغ للدراسات المتقدمة.